# Cass (Nouvelle-Zélande)
Pour les articles homonymes, voir Cass.
Cass est une localité du district de Selwyn de la région de Canterbury située dans l’île du Sud de la Nouvelle-Zélande.

## Toponymie
Elle est nommée d’après Thomas Cass (en), un important pionnier et arpenteur, qui a travaillé dans cette zone.

## Accès
La route State Highway 73 /S H 73 (en) passe à travers la ville ainsi que la ligne Midland Line allant entre Christchurch et la région de la West Coast, qui a atteint la ville en 1910, avec l’ouverture de la totalité de la ligne en 1923, quand le tunnel d'Otira fut terminé.
Depuis novembre 1987, le fameux train de passagers : TranzAlpine (en) a commencé à traverser la ville.

## Population
C’est l'une des rares localités dans le monde avec une population d'un seul résident.
Il y a actuellement seulement cinq maisons dans la ville de Cass.

## Histoire
Pendant un certain temps, à partir de 1910, alors que la Midland Line était en construction (et en particulier, le tunnel du col d'Arthur's Pass), la ville de Cass était la tête de pont du chemin de fer venant de la côte est.
À cette époque, la ville de Cass a eu une population qui a atteint environ 800 habitants.
La gare de Cass fut peinte en 1936 par l’artiste Rita Angus.
C’est l’une des œuvres d’art les plus connues et appréciées de Nouvelle-Zélande.